# Nymphaea harleyi
Nymphaea harleyi ist eine Pflanzenart aus der Gattung der Seerosen (Nymphaea) innerhalb der Familie der Seerosengewächse (Nymphaeaceae). Diese Wasserpflanze wurde bisher nur im nördlichen brasilianischen Bundesstaat Tocantins gefunden.

## Beschreibung

### Vegetative Merkmale
Nymphaea harleyi ist eine ausdauernde krautige Pflanze. An den zylindrischen Rhizomen konnten keine Ausläufer beobachtet werden.
Die Laubblätter sind in Blattstiel und -spreite gegliedert. Der Blattstiel weist einen Durchmesster von 2–4 mm und vier große, zwei mittlere und acht kleine periphere Luftkanäle auf. Die einfache Blattspreite ist bei einer Länge von 9,3–15,2 cm sowie einer Breite von 6,5–10 cm eiförmig mit ganzrandigen, flachem Blattrand. Die Blattspreiten schwimmen auf der Wasseroberfläche. Die Blattaderung ist aktinodrom.

### Generative Merkmale
Der Blütenstiel weist fünf primäre zentrale und zehn sekundäre periphere Luftkanäle auf. Die nachtblühenden Blüten schwimmen auf der Wasseroberfläche. 27 bis 35 Fruchtblätter sind zu einem Fruchtknoten verwachsen. Die gekeulten Fruchtblattanhängsel haben ein stumpfes bis gerundetes oberes Ende.

## Reproduktion

### Vegetative Vermehrung
Sowohl Ausläufer als auch proliferierende Pseudanthien werden nicht ausgebildet.

### Generative Vermehrung
Weder Früchte noch Samen sind bekannt.

## Systematik

### Taxonomie
Das Typusexemplar wurde von C.T. Lima, R. Machado, A.M. Giulietti und R.M. Harley am 3. Februar 2012 in Tocantins, Brasilien gesammelt.
Die Erstbeschreibung erfolgte 2021 durch Carla Teixeira de Lima und Ana Maria Giulietti in Nymphaeaceae of Brasil. in Sitientibus série Ciências Biológicas, 21. Das Artepitheton harleyi ehrt Raymond M. Harley von den Royal Botanic Gardens, Kew.

### Position innerhalb von der GattungNymphaea
Sie wird in die Untergattung Nymphaea subg. Hydrocallis eingeordnet.